# روبن دوران
روبن دوران (بالإنجليزية: Reuben Duran)‏ هو فنان قتال مختلط أمريكي، ولد في 2 يوليو 1983 في تشولا فيستا في الولايات المتحدة.

## وصلات خارجية
- روبن دوران على موقع شيردوغ (الإنجليزية)
- روبن دوران على موقع IMDb (الإنجليزية)